# Ozell Jones
Ozell Jones (Long Beach, 20 novembre 1960 – Lancaster, 7 settembre 2006) è stato un cestista statunitense, professionista nella NBA e in Italia.

## Carriera
Venne selezionato dai San Antonio Spurs al quarto giro del Draft NBA 1984 (90ª scelta assoluta).

## La tragica morte
Il 7 settembre 2006, Ozell Jones fu trovato dai parenti ucciso con arma da fuoco nel suo appartamento.  Secondo il rapporto della polizia, Jones fu colpito a morte con un solo proiettile nella parte superiore della schiena. Le indagini sul caso rimangono aperte.

## Palmarès
- Campione USBL (1987)
- All-CBA Second Team (1990)
- CBA All-Defensive First Team (1990)
- Miglior stoppatore CBA (1990)